# Lennart Plengier
Lennart Hugo Plengier, född 3 januari 1920 i Uppsala församling i Uppsala län, död 25 februari 1993 i Lidingö församling i Stockholms län, var en svensk läkare och konstnär.
Lennart Plengier var son till direktören Hugo Plengier, som ägde ett större antal biografer i Sverige, och Carie Gottschalk. Efter studentexamen 1938 följde akademiska studier genom vilka han blev medicine kandidat 1941, medicine licentiat 1947. Han var assisterande läkare och vikarierande amanuens vid Akademiska sjukhuset 1947–1948, tillförordnad stadsläkare i Lidköpings stad och Avesta stad periodvis 1947–1949, tillförordnad läkare vid Ulleråkers sjukhus 1948–1950, underläkare vid Akademiska sjukhuset 1951, tillförordnad underläkare vid Sollefteå lasarett 1952, Simrishamns lasarett 1953, förste underläkare vid S:t Eriks sjukhus 1953–1961, biträdande överläkare där 1961 och vid röntgenmottagningen Björkhagen från 1962. Han var ledamot av Sveriges radiologförbund från 1959.
Han författade skrifter huvudsakligen i medicinska och radiologiska ämnen.
Han var också konstnärligt verksam och bedrev konststudier i de flesta europeiska länder 1948–1953. Han innehade och brukade Krisslinge gård i Vaksala socken från 1950.
Lennart Plengier var 1949–1961 gift med Elisabeth Hassing (1928–2003), omgift Sundstedt, dotter till lektor Peter Hassing och Mary Käszner. De fick barnen Agneta Plengier Gaal (född 1951), Tomas Plengier (1953–2018) och konstnären Inka Plengier Lööf (född 1956), gift med konstnären Jan Lööf.
Andra gången var han sedan gift från 1962 till sin död med filosofie magister Brigitte Hassellund (född 1936), dotter till civilingenjören Ivan Hassellund och Thyra Öhlund. De fick en dotter Ulrika Rollby (född 1963).
Lennart Plengier är begravd på Lidingö kyrkogård.